# Виват, гардемарины!
«Виват, гардемарины!» — второй фильм из серии фильмов Светланы Дружининой о российских гардемаринах XVIII века, продолжение мини-сериала «Гардемарины, вперёд!».
Съёмки проходили зимой 1989—1990 года. Премьера фильма прошла 31 августа 1991 года в Центральном Доме кино. Первоначально премьера была назначена на 19 августа, но в связи с Августовским путчем была перенесена. С 6 декабря 1991 года второй фильм о гардемаринах демонстрировался в российских кинотеатрах. Телевизионная премьера фильма из двух серий состоялась на «1-м канале Останкино» 3 января 1994 года.
За роль в фильме Дмитрий Харатьян был признан лучшим актёром 1991 года по результатам опроса журнала «Советский экран».

## Сюжет
1744 год. Российская империя. Будучи бездетной, но при этом желая окончательно закрепить на российском престоле свою — «петровскую» — линию династии Романовых, императрица Елизавета Петровна решает женить своего привезённого из Пруссии племянника Карла Петера Ульриха, названного в России «Петром Фёдоровичем», на какой-нибудь знатной, но при этом желательно не очень богатой и не очень своевольной европейской «принцессе».
При этом сам Пётр Фёдорович уже неравнодушен к российской придворной красавице Анастасии Ягужинской, однако она влюблена в Александра Белова, который служит в лейб-гвардии императрицы. Императрица же помнит участие матери Анастасии — Анны Бестужевой — в прошлогоднем «раскрытом дворцовом заговоре» и поэтому не слишком жалует девушку. Она хочет побыстрее выдать Анастасию замуж за губернатора далёкого Тобольска.
Уединившись с Беловым в охотничьем домике, Анастасия рассказывает ему обо всём, и Белов клянётся, что никому не отдаст любимую. В это же время в домик наведывается разгульная компания во главе с нетрезвым наследником российского престола Петром Фёдоровичем. Белов, замотав лицо косынкой, даёт жёсткий отпор наследнику, вступает в бой с его спутниками и побеждает. Они с Анастасией скрываются. Позже Пётр пытается опознать Белова среди гвардейцев тётки-императрицы. Елизавету интригует смелый юноша-гвардеец и его заступничество за Ягужинскую, и она даёт Белову «секретное поручение государственной важности» — тайно привезти в Россию из Пруссии ещё одних своих важных гостей.
Об этом узнает вездесущий вице-канцлер Бестужев. Он вызывает к себе Алексея Корсака — друга Белова, который будет составлять Александру компанию в поездке в Пруссию, и поручает стать соглядатаем за Беловым, угрожая в случае отказа Корсаку «ссылкой на галеры» и «Сибирью» — для его жены и маленького сына за то, что гардемарин Алексей Корсак женился раньше, чем позволял флотский устав того времени.
Белов и Корсак отправляются в путь. Анастасия отправляется вместе с ними, чтобы избежать принудительного замужества в отсутствие Белова. Втроём они прибывают в Берлин, где останавливаются у российского посла в Пруссии — графа Чернышёва. Оставив здесь Анастасию, Александр и Алексей отправляются за гостями в маленький городок Цербст.
В это время Никита Оленев в сопровождении камердинера Гаврилы возвращается на зимние каникулы в Россию из европейского Гёттингенского университета. Его путь тоже лежит через городок Цербст. На подъезде к Цербсту он встречает юную прусскую всадницу с двумя спутниками и с первого взгляда влюбляется в прелестную «валькирию». «Валькирия» — немецкая принцесса София-Августа-Фредерика, которую все домашние называют просто Фике, приехав домой, узнаёт, что только что прибыли двое из России и привезли ей срочное приглашение в эту северную империю. Девушка должна ехать в Петербург, где её хочет видеть дальняя родственница — российская императрица Елизавета, которая ищет невесту своему племяннику — тоже вызванному из Пруссии будущему наследнику российского престола Петру.
В тот же вечер в Берлине во французском посольстве встречаются двое старых друзей: бывший посол Франции в России, а ныне посол Франции в Пруссии — Шетарди и дипломат — шевалье де Брильи. Шетарди сообщает де Брильи, что возможная претендентка на руку будущего российского императора — немецкая принцесса София-Августа-Фредерика — должна со дня на день выехать в Петербург в сопровождении матери Иоганны. Де Брильи поручается миссия: очаровать их и добыть какой-нибудь компромат на Фике и Иоганну, чтобы Франция получила возможность управлять волей возможной будущей жены русского цесаревича.
Из Цербста выезжает карета герцогини Иоганны и Софии под ложными именами «графинь Рейнбек». Перед этим Белова и Корсака запирают в одном из покоев замка, чтобы они не путались под ногами у знатных особ и случайно не расстроили важную миссию дам. Одновременно из Цербста выезжает карета Никиты Оленева, которому известно, что понравившаяся ему «Фике» едет в Берлин. В лесу дамы подбирают «раненого путешественника» из Парижа — де Брильи, на которого будто бы «напали разбойники». Догнавший их Оленев предлагает свою помощь. Но ограбление — на самом деле лишь инсценировка, с тем чтобы шевалье попал в карету к «графиням Рейнбек». Тем временем Белов и Корсак вырываются из замка в Цербсте и следуют за герцогиней и Фике.
По прибытии в Берлин «графини Рейнбек» отправляются на зимний музыкальный вечер, который прусский король Фридрих II устраивает в своём летнем дворце Сан-Суси. Корсак, нарядившись в женское платье, тоже едет в Сан-Суси вместе с Анастасией и посольской четой Чернышёвых. Во дворце король поочерёдно конфиденциально наставляет Иоганну и Софию в их тайной миссии на благо своей родины — будущем шпионаже в России. Корсак подслушивает их. Также у Иоганны происходит любовное свидание с де Брильи, во время которого он похищает у герцогини письма короля Фридриха. Но планы шевалье неожиданно нарушаются: рядом с российским послом он видит свою роковую любовь — Анастасию Ягужинскую.
Корсак возвращается из дворца и сообщает, что за Иоганной и Фике следит де Брильи. На очередном постоялом дворе друзья решают обмануть его: Никита уговорит «графинь Рейнбек» пересесть в свою карету и увезёт в безопасное место, а Белов и Корсак с помощью кареты герцогини отвлекут внимание де Брильи. После встречи с де Брильи Анастасия решает не расставаться больше с Беловым и настаивает на том, чтобы он взял её с собой. В итоге внимание шевалье отвлекают уже трое. Они запутывают де Брильи, его слугу Жака и их людей на лесной дороге. Белов, Ягужинская и Корсак укрываются на мельнице возле реки. Де Брильи, Жак и их люди окружают мельницу, но штурмовать не рискуют. Де Брильи боится, что в перестрелке пострадает Анастасия, а также Фике с матерью, которые, как он думает, тоже находятся здесь.
В это время Иоганна и Фике находятся уже на пограничном постоялом дворе, куда их привёз Никита Оленев. Ночью он признаётся юной Фике в любви. Хитрая принцесса берёт с него клятву вечной верности и служения. Утром за «графинями Рейнбек» прибывает казачий разъезд, чтобы доставить их в Петербург.
В то же самое время у реки, проникнув через кольцо осады на мельницу, Никита воссоединяется с Беловым и Корсаком. Они готовятся к битве. Неожиданно Белов и Оленев узнают, что Корсак тайно пишет обо всём происходящем отчёт Бестужеву. Друзья упрекают Алексея в предательстве. Он рассказывает о том, как вице-канцлер принудил его шпионить за Беловым и Иоганной, но подозрения Бестужева были не напрасны: «графиня Рейнбек» — прусская шпионка. Поэтому он закончит свой отчёт, и один из них должен остаться в живых, чтобы доставить его в Петербург. Де Брильи же наконец-то понимает, что герцогини на мельнице нет, и отдаёт приказ о штурме. В бою шевалье, завидев, что его слуга целится в его возлюбленную, бежит вперёд и закрывает собой Ягужинскую. Жак не успевает среагировать и стреляет в грудь хозяина. Между ним и Беловым завязывается дуэль, в ходе которой первый проигрывает, получая сильное ранение шпагой в грудь. Приземляясь на колени, стрелок замертво падает в воду. Ягужинская оплакивает умирающего у неё на руках де Брильи…
В Петербурге императрица Елизавета готовится к приёму в честь прибывших — герцогини Иоганны Ангальт-Цербстской и её дочери Софии-Августы-Фредерики. Но вездесущий Бестужев предоставляет Елизавете срочный отчёт о том, какие планы на самом деле вынашивают высокие гостьи. Елизавета предъявляет Иоганне и её дочери доказательства их шпионской деятельности. Фике бросается на колени перед Елизаветой и признаётся во всем, но клянётся, что готова служить России, стать русской и поменять свою веру на православную. Елизавета смягчается, приказывает не отменять праздник и нарядить Фике, как подобает невесте наследника русского престола. Тем более, что будущий жених сильно нервничает и грозится устроить дебош, если смотрины отменят или отложат на другое время.
На аудиенцию к императрице и Бестужеву, уже назначенному к этому времени канцлером, прибывают Белов, Корсак и Оленев. Во дворце на лестнице они встречают юную «графиню Рейнбек», но церемониймейстер не позволяет влюблённому Оленеву попытаться обнять её. И тут друзья наконец-то понимают, что они сопровождали из Пруссии в Россию не простую дочь графини, а будущую жену наследника престола Российской империи.

## В ролях
- Дмитрий Харатьян — Алексей Корсак
- Сергей Жигунов (озвучивает Александр Домогаров) — Александр Белов
- Михаил Мамаев (озвучивает Андрей Градов) — князь Никита Оленев
- Татьяна Лютаева (в титрах — Татьяна Дитковскине, озвучивает Анна Каменкова) — Анастасия Ягужинская
- Михаил Боярский — шевалье де Брильи, дипломат
- Сергей Мигицко — маркиз Шетарди
- Паул Буткевич (озвучивает Иннокентий Смоктуновский) — Фридрих II, король Пруссии
- Кристина Орбакайте — София-Августа-Фредерика (Фике), принцесса Ангальт-Цербстская
- Людмила Гурченко — герцогиня Иоганна Ангальт-Цербстская, мать Фике
- Владимир Сошальский — князь Кристиан Август Ангальт-Цербстский, отец Фике
- Наталья Гундарева — императрица Елизавета Петровна
- Михаил Ефремов — Пётр Фёдорович, наследник российского престола
- Леонид Сатановский — Брюммер, гофмаршал Российского императорского двора
- Евгений Евстигнеев — Алексей Петрович Бестужев, вице-канцлер
- Сергей Никоненко — граф Чернышёв, посол России в Пруссии
- Лидия Федосеева-Шукшина — графиня Чернышёва
- Владимир Балон — Жак, слуга де Брильи
- Ольга Машная — Софья, жена Корсака
- Виктор Борцов — Гаврила, камердинер Оленева
- Алексей Ванин — Иван, сторож в охотничьем домике
- Александра Харитонова — Шенк, горничная Иоганны Ангальт-Цербстской
- Герман Качин — хозяин постоялого двора
- Ярослава Турылёва — эпизод
- Алексей Лубны — Сабуров, гвардеец императрицы
- Игорь Новоселов — Фукс, гвардеец императрицы

Закадровый текст читает Вячеслав Тихонов.

## Съёмочная группа
- Авторы сценария: Нина Соротокина, Юрий Нагибин, Светлана Дружинина[8]
- Режиссёр: Светлана Дружинина
- Оператор: Анатолий Мукасей
- Композитор: Виктор Лебедев
- Автор текстов песен: Юрий Ряшенцев
- Постановщик трюков и фехтования: Владимир Балон
- Каскадеры: Сергей Шолохов, Алексей Лубны, Игорь Новоселов

## Песни, прозвучавшие в фильме
- «Не вешать нос!» (исполняет Дмитрий Харатьян)
- «Ланфрен-ланфра» (исполняет Михаил Боярский)[9]
- «Песенка о сверчке» (исполняет Кристина Орбакайте)[10]

## Съёмки
- Съёмки фильма начались зимой 1989—1990, местом для натурных видов был музей-усадьба Кусково.[1][2]
- В фильме «Виват, гардемарины!» Александр Домогаров озвучил Сергея Жигунова.
- В одном из интервью Владимир Балон рассказал, как снималась сцена засады: «Когда в сцене зимней погони, которую мы снимали в Битце, Митя Харатьян в меня бросает шпагу, прокалывая насквозь, то этот трюк создавался следующим образом. Дмитрий бросал шпагу выше моей головы так, что она пролетала, не задев меня, оператор Анатолий Мукасей немного тормозил, поворачивая камеру на меня. А я уже в это время стоял полностью „подготовленный“, то есть „заряженный“, насквозь проткнутый другой шпагой. И благодаря замедленному повороту камеры создавалось впечатление, что Дмитрий Харатьян метнул шпагу именно в меня и метко попал прямо мне в грудь. Телезрители, которые много раз внимательно смотрели „Гардемаринов“, потом меня спрашивали: „Как это ваш герой, насквозь проткнутый, продолжает потом сражаться?“ Я в шутку отвечал: „Шпага пронзила мне грудь, попав на два сантиметра выше сердца“»[11].
- На первый фильм о гардемаринах Владимир Шевельков попал благодаря протекции Сергея Жигунова и Дмитрия Харатьяна, а на второй фильм Светлана Дружинина его не пригласила, так как у них не сложились отношения.
- Михаил Боярский попросил режиссёра сделать так, чтобы его герой де Брильи в этом фильме погибал, чтобы потом самому не сниматься в третьей части кинотрилогии[12]. Спустя 29 лет Боярский вернулся к своей роли в продолжении 2020 года.
- По утверждению постановщика фехтовальных боёв Владимира Балона, ему попался всего один актёр, которому противопоказано фехтовать — это Михаил Мамаев.[13] В одном из интервью Балон вспоминал об этом: «Был случай, когда Света Дружинина попросила научить драться Мишу Мамаева. Начав с ним работать, я понял: это бессмысленно! Мамаев — дуб, из которого паркет уже не сделаешь. Попытался однажды дать ему в руки шпагу, но, оказалось, что у Мамаева полностью отсутствует самоконтроль. Пришлось заменить оружие на палку.»[14] По этой причине героя Мамаева в сцене боя с людьми де Брильи на мельнице вооружили не шпагой, а деревянной лопатой для разгрузки зерна, напоминающей весло.[2][14]

## Комментарии
1. ↑  В четвёртом фильме «Гардемарины 1787. Мир» выясняется, что де Брильи на самом деле не умер, а только временно лишился сознания.